# 小田豊 (ロードレース)
小田 豊 (おだ ゆたか、英: Yutaka Oda、1948年1月21日 -  1973年) は、愛知県名古屋市中区出身のオートバイ・ロードレーサー。1969年の全日本ロードレース選手権セニア90ccクラス、1972年の全日本セニア125ccおよび251cc以上クラスダブルチャンピオン。身長160cm、体重54kg。

## 経歴
16歳でオートバイ運転免許を取得し、観戦した第3回日本グランプリロードレースで衝撃を受け、自らもレースに挑戦したいという気持ちが芽生えた。当初の目標は「アマチュア耐久レースで入賞してみたい」という程度のものだったが、レースに出場しはじめるとレーサーとして開花、最高峰ライセンスのセニアクラスまで昇格した。1歳年上で地元も近かった高井幾次郎は1969年まで中部スポーツライダーに所属しジュニア125ccクラスへ参戦していたが、翌1970年より小田と同じプレイメイトレーシングに加入。高井がセニア250cc、小田がセニア125ccに参戦するようになり、1972年には「ヤマハのダブルエース」と呼ばれた。
小柄な小田は当初90ccクラスに参戦していたが、当時の全日本選手権で90ccクラスは125ccとの混走で行われる場合も多く、その場合小田は90ccマシンで125ccに食いついて走り総合順位で125ccマシンの間に割って入ることもあった。
1969年、全日本ロードレース選手権セニア90ccクラス（125ccとの混走開催）で3勝を挙げシリーズチャンピオンを獲得。翌1970年もセニア125ccクラスを制し2クラス制覇を達成。1971年は125ccクラスランキング2位と継続してトップ選手として活躍。1972年はセニア125ccと、251cc超クラスの両クラスを制覇し、通算での3クラス制覇という強さを見せた。
海外レースにも高井とともに参戦し、1972年11月25-26日に行われた第19回マカオグランプリでは、ほぼノーマルのヤマハ・RX350で参戦したセニアオープンクラスで完勝、メインレースではヤマハ・TR3に乗り高井が優勝、小田が2位の1-2フィニッシュを果たす。
1973年は全日本選手権750ccクラスに参戦、4月15日の第2戦鈴鹿大会では総合結果で隅谷守男に次ぐ2位(隅谷が賞典外のフォーミュラリブレ参戦のため、小田がクラス1位。)に入るなど好調だったが、MCFAJ全日本モーターサイクルクラブ連盟の間瀬サーキットでのレースに参戦中の事故により死去、25歳没。

## レース戦歴

### 全日本ロードレース選手権
| 年     | チーム                 | 車両        | 区分   | クラス    | 1     | 2     | 3     | 4     | 5     | 6     | 順位 | ポイント |
| ------ | ---------------------- | ----------- | ------ | --------- | ----- | ----- | ----- | ----- | ----- | ----- | ---- | -------- |
| 1969年 | プレイメイトレーシング | ヤマハ      | セニア | 90cc      | FSW 5 | SUZ 1 | SUZ 1 | SUZ 2 | FSW 1 | SUZ 1 | 1位  | 34 (40)  |
| 1972年 | プレイメイトレーシング | ヤマハ・TR3 | セニア | 251cc以上 | SUZ   | SUZ 6 | TSU   | SUZ   | TSU   | SUZ   | 1位  | 40       |
| 1973年 | プレイメイトレーシング | ヤマハ      | セニア | 251cc以上 | TSU   | SUZ 2 | SUZ   | SUZ   | TSU   | SUZ   | 9位  | 15       |